# Julien Ries
Julien Ries (ur. 19 kwietnia 1920 w Arlon, zm. 23 lutego 2013 w Tournai) – belgijski duchowny katolicki, historyk religii, kardynał.

## Życiorys
8 grudnia 1945 otrzymał święcenia kapłańskie z rąk biskupa André Marie Charue i został inkardynowany do diecezji Namur. Doktoryzował się na Katolickim Uniwersytecie w Lowanium. W latach 1979–1985 był konsultorem Papieskiej Rady ds. Dialogu Międzyreligijnego.
6 stycznia 2012 ogłoszona została jego kreacja kardynalska, której papież Benedykt XVI dokonał oficjalnie na konsystorzu w dniu 18 lutego 2012. Ze względu na ukończenie wieku 80 lat był on wykluczony od ewentualnego udziału w konklawe, a zatem jego kreacja miała wymiar przede wszystkim honorowy.  Wcześniej, 23 stycznia 2012 został prekonizowany arcybiskupem tytularnym Bellicastrum. Sakry biskupiej udzielił mu 11 lutego 2012 ówczesny nuncjusz apostolski w Belgii – Giacinto Berloco.